# Anisostachya isalensis
Anisostachya isalensis är en akantusväxtart som beskrevs av Raymond Benoist. Anisostachya isalensis ingår i släktet Anisostachya och familjen akantusväxter. Inga underarter finns listade i Catalogue of Life.